# Agonocryptus violascens
Agonocryptus violascens là một loài tò vò trong họ Ichneumonidae.